# Living the Blues
Living the Blues — третий студийный и двойной альбом группы Canned Heat, выпущенный в 1968 году. Один из первых двойных альбомов, который попал в чарты. Сингл с этого диска «Going Up the Country» позже прозвучал в фильме «Вудсток». В треках «Walking by Myself» и «Bear Wires» на фортепиано сыграл Джон Мейолл. В треке «Boogie Music» на фортепиано подыгрывает Доктор Джон. Также в альбом вошли следующие синглы: записанная на концерте композиция «Refried Boogie» и 20-минутная сюита «Parthenogenesis».

## Список композиций
Сторона 1
1. «Pony Blues[англ.]» (Чарли Паттон) — 3:48
2. «My Mistake» (Алан Уилсон[англ.]) — 3:22
3. «Sandy’s Blues» (Боб Хайт[англ.]) — 6:46
4. «Going Up the Country[англ.]» (Алан Уилсон) — 2:50
5. «Walking by Myself» (Джимми Роджерс) — 2:29
6. «Boogie Music» (Л.Т.Татман III) — 3:19

Сторона 2
1. «One Kind Favor» (Л.Т.Татман III) — 4:44
2. «Parthenogenesis» (Canned Heat) — 19:57

Сторона 3
1. «Refried Boogie (Part I)» (Canned Heat) (концертная запись) — 20:10

Сторона 4
1. «Refried Boogie (Part II)» (Canned Heat) (концертная запись) — 20:50

## Участники записи
Canned Heat:
- Боб Хайт[англ.] — вокал
- Алан Уилсон[англ.] — слайд-гитара, вокал, губная гармоника
- Генри Вестайн — ведущая гитара
- Ларри Тейлор — бас-гитара
- Адольфо де Ла Парра[англ.] — ударные

| Дополнительный персонал: - Доктор Джон — струнные аранжировки, фортепиано (трек 6) - Майлз Грейсон — струнные аранжировки (трек 3) - Джим Хорн — флейта (трек 4) - Джо Сэмпл — фортепиано (трек 3) | Технический персонал: - Скип Тейлор — продюсер - Canned Heat — продюсер - Рич Мур — звукоинженер - Иван Фишер — ассистент |

## Позиции в чартах
- Billboard 200, USA: #18[6]
- UK Albums Chart,#5[7]